# Svenske (adelsätt)
För andra betydelser, se Svenske.
Svenske är en svensk adelsätt, som är känd sedan 1500-talet men är utgången i Sverige. Medlemmar ur ätten har utvandrat till USA, men om dessa saknas säkra uppgifter.

## Historik
Som ättens stamfar räknas häradshövdingen Peder Svenske (död 1534). Han var född av ofrälse föräldrar och hade i sin ungdom tjänat i den tysk-romerske kejsarens här i krig mot turkarna. Han och skall då blivit adlad av kejsaren och blivit kallad Svenske på grund av sin nationalitet. Som häradshövding över Aleoch Flundre härad i Västergötland fick han flera gårdar inom sitt område i nuvarande Ale och Lilla Edets kommuner i förläning av Gustav Vasa. Han dog 1534 i samband med den svenska belägring av den danska Varbergs fästning.
Tillnamnet Svenske bars vid denna tid av flera bemärkta personer, några även med förnamnet Peder, vilket skapat oreda i riddarhusgenealogierna. Elgenstierna har utrett detta och påpekar att häradshövdingen är den ende som haft avkomma och därför är säkrad som stamfar.
Peder Svenskes efterkommande släktingar började använda detta namn till och från som släktnamn, bland annat hans son Bengt Svenske (känd från 1534 och död 1589/97) i västra Tunhems socken.
Bengt Svenske ättling i tredje led, ryttmästaren Anders Svenske, introducerades 1638 på Riddarhuset under nummer 258, med motiveringen "sedan flera intygat att han var af gammal Adel"
Ättens manliga medlemmar var genom många generationer arméofficerare men utan an att uppnå högre positioner. Den siste manlige medlemmen, som är fullständigt känd var sergeanten Carl Gustaf Svenske (1800–1875). En son till honom, Johan Ulrik, född 1857 anges av Elgenstierna som järnvägsarbetare i Chicago, dit även två döttrar flyttat.
Adelskalendern 1923 ger inga detaljer om släkten i Nordamerika, men nämner två döttrar till sergeanten som levande i Sverige. Med den längst levande av dem utslocknade släkten i Sverige 1938.

## Vapenbeskrivning
Vapnet med en sparre av silver över en halv lilja (fransk lilja) av guld är belagt från olika släktingar till Peders son, Bengt Svenske (känd från 1534 och död 1589/97) i västra Tunhems socken. Eventuellt är vapnet en utveckling från Bengts hustru Gyrith Torstensdotters släktvapen som tillhörde Forstenasläkten eller hans mor Cecilia Bengtsdotters (Sparre).

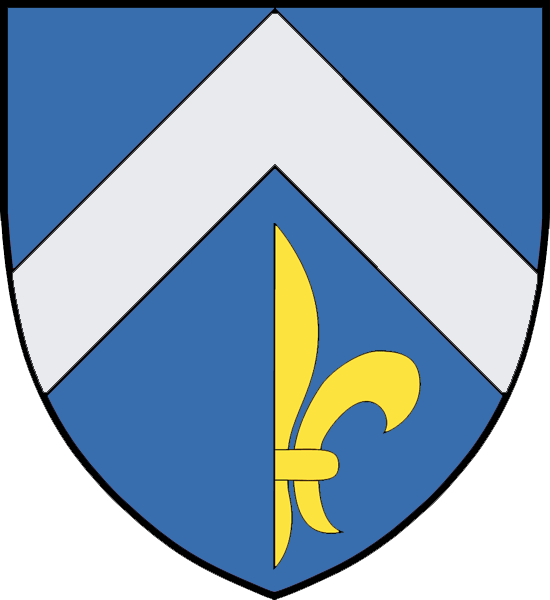
Sköldmärke.